# Amolops mantzorum
Amolops mantzorum е вид земноводно от семейство Водни жаби (Ranidae).

## Разпространение
Видът е разпространен в Китай.